# Desert Battle Dress Uniform

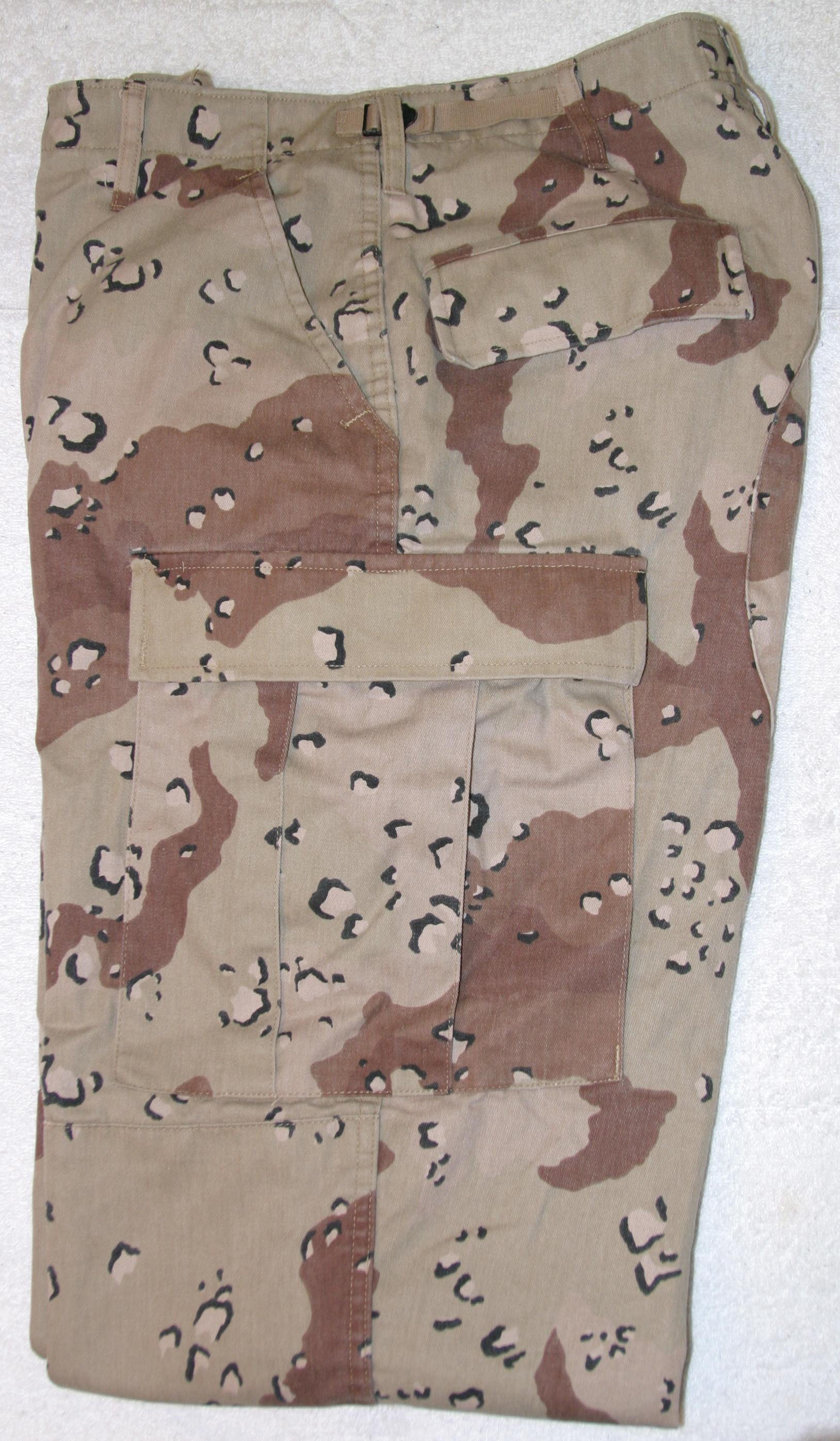
Pantalon Chocolate-Chip Camouflage.

Le camouflage Desert Battle Dress Uniform (abrégé DBDU, souvent appelé Chocolate-Chip Camouflage, Cookie Dough Camouflage, ou Six-Color Desert Pattern) a été le camouflage utilisé par l'armée des États-Unis pendant la guerre du Golfe et au début des années 1990. Le camouflage a reçu son surnom parce qu'il ressemble à la pâte à biscuits aux pépites de chocolat. Il est constitué d'un motif de base de la superposition couleur tan clair avec de larges franges de couleur vert olive pâle et de larges bandes bi-ton de brun. Les taches noires sur blanc étaient destinées à imiter l'apparence de la roche.
Il est le camouflage qui comporte le plus de couleurs différentes, d'où son surnom Six-Color Desert Pattern, six tons y sont présents.

## Histoire
Bien que le Chocolate-Chip Camouflage soit devenu connu lors de la guerre du Golfe, il a été conçu à l'origine en 1962. L'armée, estimant qu'il pourrait devenir nécessaire d'intervenir dans le conflit israélo-arabe[style à revoir]. C'est seulement en 1979 que la Rapid Deployment Force (RDF) adopte ce camouflage pour opérer dans le Moyen-Orient, et de protéger les intérêts américains dans la région du golfe Persique. Et ainsi toutes les unités américaine engagées pendant la guerre du Golfe adoptèrent ce camouflage.

## Héritage

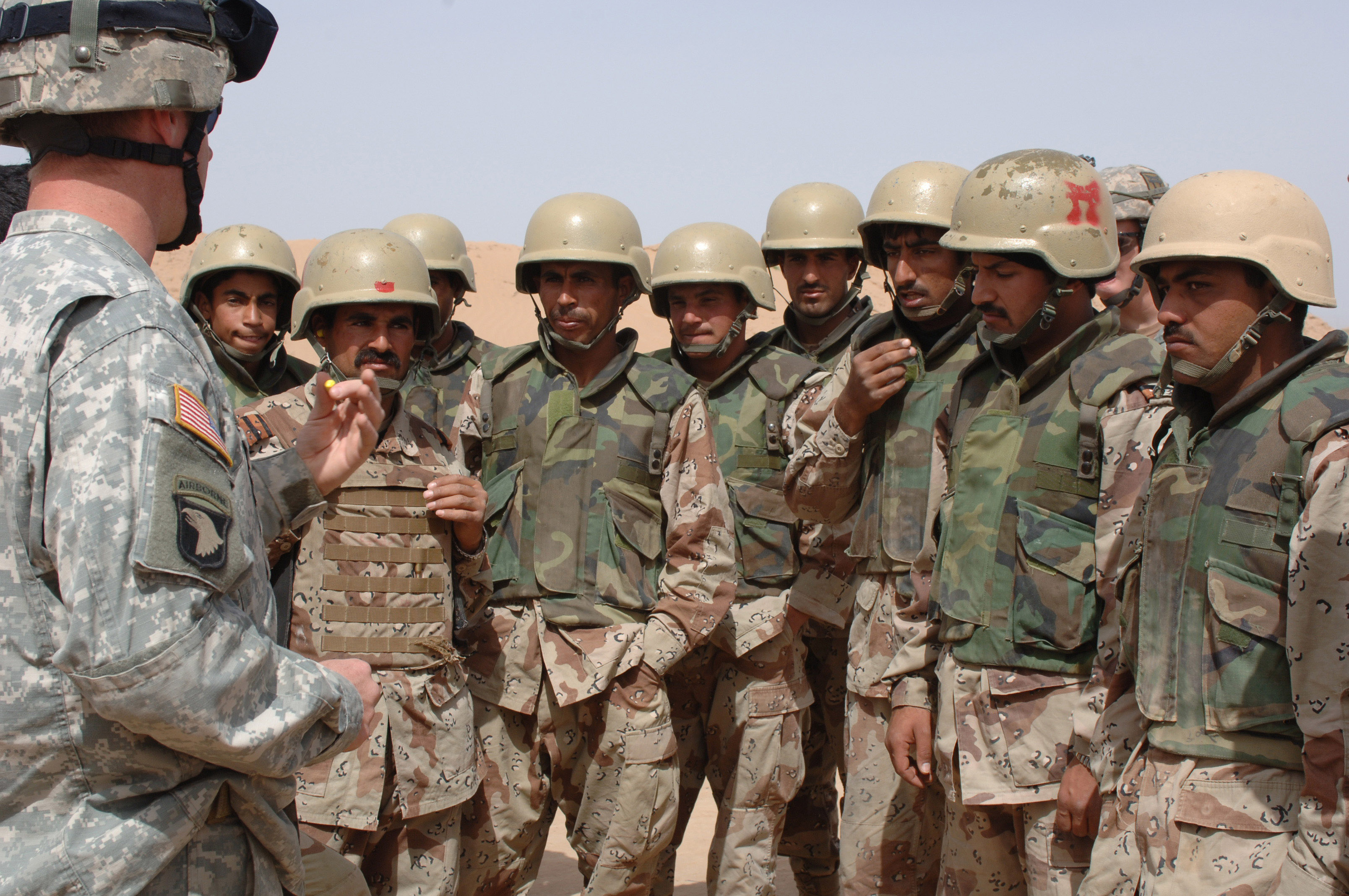
Soldats irakiens en uniforme du désert.

Au début des années 2010, le motif "pépites de chocolat" est encore largement utilisé dans le monde, longtemps après que les États-Unis l'ont abandonné. Un uniforme similaire à l'uniforme de combat du désert a été distribué à la Garde nationale irakienne avant sa dissolution en 2004 et aux forces de sécurité irakiennes. Les forces sud-coréennes utilisent, en nombre limité depuis 1993, une variante dont le brun remplace le noir du modèle américain original ; ce modèle sud-coréen a également été testé aux Émirats arabes unis. La garde nationale d'Oman utilise un motif mélangeant le chocolat et l'amibe, tandis que les gardes nationales d'Arabie saoudite et du Koweït utilisent une variante grise du motif chocolat. Les Saoudiens utilisent également une variante "urbaine" grise, noire et blanche et la police porte une version bleue du même motif ; la police palestinienne utilise également un uniforme bleu à motifs de pépites de chocolat. Le modèle sud-africain "Soldier 2000" est similaire au modèle américain. Le Kazakhstan utilise une copie de ce modèle, qui utilise des couleurs feu, brun moyen, vert bouteille et vert grisâtre, en plus des galets noirs sur blanc.

## Utilisateurs
- Afghanistan

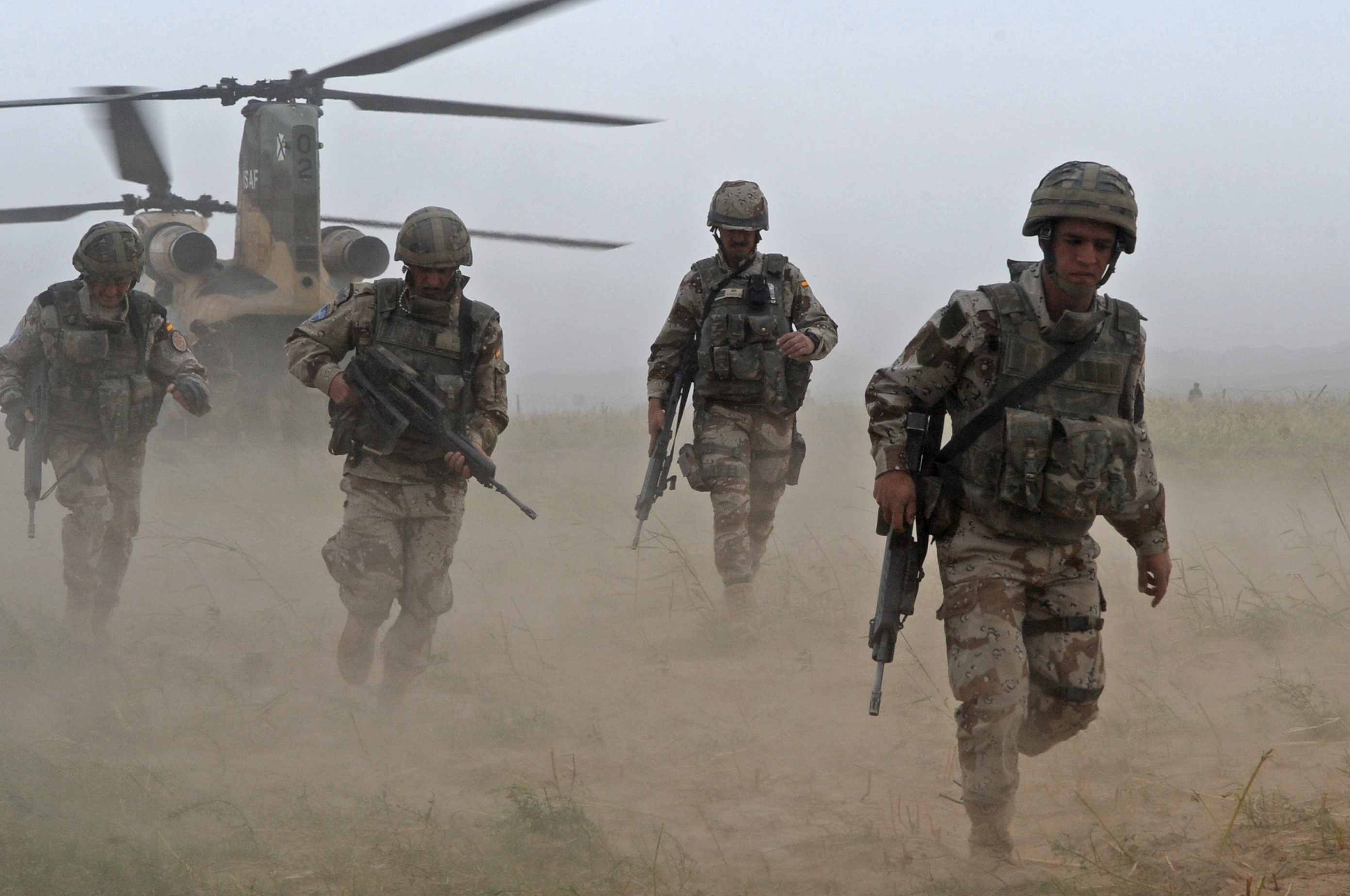
DBDU utilisé par des soldats espagnols en 2008.

- Arabie saoudite (On y trouve également une version dans laquelle le brun foncé est remplacé par bleu.)
- Argentine
- Chine
- Corée du Sud
- Djibouti
- Émirats arabes unis
- Espagne
- Estonie
- États-Unis
- Irak
- Iran
- Japon
- Kazakhstan
- Koweït
- Mexique
- Oman
- Pakistan
- Pérou
- Philippines
- Rwanda
- Soudan
- Thaïlande
- Yemen